# Eslövs stad
Eslövs stad var en tidigare kommun i Malmöhus län. 

## Administrativ historik
Eslövs stad bildades 1911 genom en ombildning av Eslövs köping. Redan 1912 utökades staden genom att Ellinge Sjöhus, tillhörande Borlunda landskommun,  inkorporerades. 1940 införlivades de tätbebyggda delarna, 150 hektar, av Västra Sallerups socken. 1952 ökade stadens areal från 7 till 30 km² genom att 1 960 hektar införlivades från Västra Sallerups landskommun samt 193 hektar från Trollenäs landskommun och 226,5 hektar från Borlunda landskommun. 1952 inkorporerades en del av Västra Sallerups landskommun, 1967 Bosarps landskommun och 1969 Billinge församling ur Röstånga landskommun, Hurva församling ur Snogeröds landskommun samt områdena Remmarlöv, Örtofta och del av Västra Sallerup ur Harrie landskommun. 1971 uppgick staden i den nybildade Eslövs kommun.
1 januari 2016 inrättades distriktet Eslöv, med samma omfattning som Eslövs församling fick 1971, och vari detta område ingår.
Judiciellt ingick staden till 1916 i Rönnebergs, Onsjö och Harjagers domsagas tingslag, därefter bildades ett nytt tingslag med häradsrätt för staden, Eslövs tingslag i Frosta och Eslövs domsaga. 1948 uppgick staden i Frosta och Eslövs domsagas tingslag som 1971 ombildades till Eslövs domsaga som 2002 gick upp i Lunds domsaga. 
Staden tillhörde Västra Sallerups församling som 1952 ombildades till Eslövs församling.

### Sockenkod
För registrerade fornfynd med mera så återfinns staden inom ett område definierat av sockenkod 1214 som motsvarar den omfattning staden med dess landskommun hade kring 1950, vilket innebär att denna sockenkod också används av Västra Sallerups socken.

## Stadsvapnet
Blasonering: En blå sköld med ett vingadt hjul och däröfver ett klöfverblad, allt af guld. Skölden täckes af en murkrona.
Vapnet innehåller ett bevingat hjul som symbol för järnvägen och ett klöverblad som symbol för handel och lantmannaprodukter. Vapnet fastställdes för Eslövs stad 1911. Udda är att gammalstavningen behölls vid registreringen 1975 samt att murkronan omnämns i blasoneringen.

## Geografi
Eslövs stad omfattade den 1 januari 1952 en areal av 30,91 km², varav 30,88 km² land.

### Tätorter i staden 1960
I Eslövs stad fanns tätorten Eslöv, som hade 8 873 invånare den 1 november 1960. Tätortsgraden i staden var då 91,6 procent.

## Politik

### Mandatfördelning i valen 1919–1968
| 14 | 4 | 12 |

| 26 |

| 14 | 4 | 12 |

| 26 |

| 14 | 4 | 12 |

| 25 | 5 |

| 14 |  | 3 | 12 |

| 27 |

| 16 |  |  | 12 |

| 28 |

| 16 | 2 | 3 | 9 |

| 28 |

| 17 | 2 | 3 | 8 |

| 28 |

| 18 |  | 4 | 7 |

| 27 |

| 17 |  | 6 | 6 |

| 29 |

| 20 | 2 | 8 | 5 |

| 32 |

| 19 | 2 | 8 | 6 |

| 32 |

| 17 | 4 | 6 | 8 |

| 32 |

| 20 | 3 | 6 | 6 |

| 32 |

| 20 | 7 | 7 | 6 |

| 35 |

| 21 | 8 | 6 | 5 |

| 38 |

## Befolkningsutveckling
| År   | Antal invånare |
| ---- | -------------- |
| 1875 | 1 240          |
| 1890 | 1 428          |
| 1911 | 5 396          |
| 1916 | 6 020          |
| 1921 | 5 964          |
| 1926 | 6 163          |
| 1931 | 6 035          |
| 1936 | 5 971          |
| 1941 | 6 392          |
| 1946 | 6 720          |

t.o.m. 1874 Eslövs by

1875–1910 Eslövs köping

1911–1970 Eslövs stad